# ハービッグ・ハロー天体
- ハービッグ・ハロー天体[1][2][3]
- ハービッグ・ハロ天体

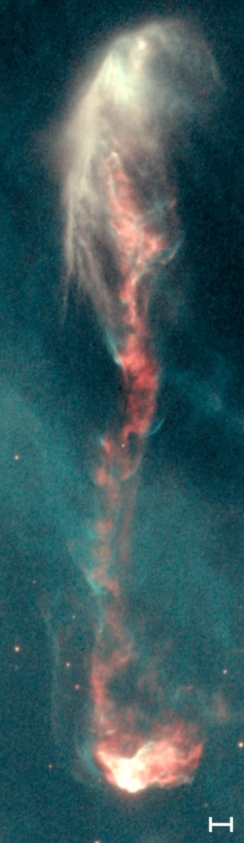
ハッブル宇宙望遠鏡で撮影されたハービッグ・ハロー天体 HH 47。右下のスケール線は1000AU（太陽系のサイズの約20倍）を示す。

ハービッグ・ハロー天体（ハービッグハローてんたい、Herbig-Haro object、HH object、HH天体）とは新しく生まれた恒星に付随する星雲状の小領域で、若い星から放出されたガスが数百km/sの速度で周辺のガスや塵の雲と衝突して作られるものである。ハービッグ・ハロー天体は星形成領域にはしばしば見られる天体で、一つの恒星の自転軸に沿って複数個が存在する場合も多い。
ハービッグ・ハロー天体の実体は一時的な現象で、長くても数千年しか持続しない。HH 天体はガスの放出元である親星から星間空間のガス雲（星間物質）に向かって高速で移動するに従い、数年単位という短期間で見た目の形状が変化する場合がある。ハッブル宇宙望遠鏡を用いた数年にわたる観測で、HH 天体のガスが星間物質の密度の高い領域と衝突することで、HH 天体の一部が暗くなる一方で別の場所が明るくなる、といった複雑な変化が起こる過程が明らかになっている。
この種の天体は19世紀にシャーバーン・バーナムによって最初に観測されていたが、輝線星雲の中で独立した一種として識別されるようになったのは1940年代になってからであった。この天体を詳細に研究した最初の天文学者はアメリカのジョージ・ハービッグとメキシコのギイェルモ・アロで、彼らの名前にちなんで天体の名称が付けられている。ハービッグとアロは星形成の研究の過程で HH 天体の分析を独立に行い、HH 天体が星形成過程の副産物であることを明らかにした。

## 発見・観測史
最初のハービッグ・ハロー天体は19世紀終わりにバーナムによって観測された。彼はリック天文台の36インチ屈折望遠鏡を使っておうし座T星を観測している時に、星のそばに小さな星雲状の領域があることに気づいた。しかしこの天体は単なる輝線星雲として分類され、後にバーナムの星雲 (Burnham's Nebula) として知られるようになったものの、従来の輝線星雲と別種の天体であるとは認識されなかった。しかしその後、おうし座T星は非常に若い変光星であることが明らかになり、後におうし座T型星として知られる同様の天体の典型例であることが分かった。おうし座T型星は星の中心部で重力収縮と原子核反応によるエネルギー生成とがまだ釣り合いに達していない段階の星である。
バーナムの発見から50年後、同じような星雲がいくつか発見された。これらは非常に小さくほとんど星のようにしか見えない天体だった。1951年、ハービッグはリック天文台の90cmクロスリー望遠鏡を用いて1946年と1947年に撮影されたオリオン座の散光星雲 NGC 1999 の写真乾板から星雲状に見える奇妙な天体を3個発見し、そのうちの明るい2個について分光観測を行った 。翌1952年にはアロも論文を発表し、ハービッグの発見した天体を1950年にアロも独立発見していたこと、同様の天体を新たに4個発見しており、これらの天体は全て赤外線の波長では見えないことを指摘した 。彼らが発見した天体のうち、ハービッグが最初に分光観測を行った2個の明るい天体は現在では HH 1 と HH 2 というカタログ番号が付けられている。また、ハービッグはバーナムの星雲の観測も行い、この星雲が水素・硫黄・酸素の強い輝線を持つ変わったスペクトルを持っていることを発見した 。

ハービッグ・ハロー天体の発光機構の概念図

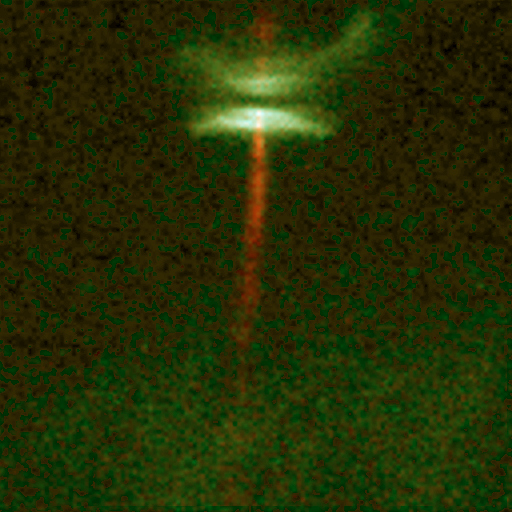
おうし座のハービッグ・ハロー天体 HH 30 では、中心星は見えないが、中心星の光に照らされて降着円盤がくっきりと写っている。オレンジ色のジェットが絞り込まれている様子も分かる。

それぞれの発見の後、ハービッグとアロはアメリカのアリゾナ州ツーソンで開催されたある天文学の会議で出会った。ハービッグは当初、自分が見つけた天体についてはあまり大きな興味を持っておらず、主として星雲のそばにある恒星の方に関心を持っていたが、アロの発見に関する発表を聞いて、この天体についてより詳しい研究を行なうこととなった。その後、ソ連の天文学者ヴィクトル・アンバルツミャンがこの天体に彼ら二人の名前を付けてハービッグ・ハロー天体と呼んだ。アンバルツミャンはこの天体が数十万年程度の年齢を持つ若い恒星のそばで見つかることから、この天体はおうし座T型星の形成初期段階を示すものではないかと示唆した。
研究が進むにつれて、HH 天体が強く電離していることが分かり、初期の理論家たちはこの天体には光度の低い高温星が含まれているのではないかと推定した。しかし HH 天体の星雲には赤外線の放射が見られないことから、この内部に恒星が存在する可能性は低いことが分かった。もし恒星が存在すれば赤外線を強く放射するはずだからである。その後の研究で HH 天体の星雲に原始星が存在する可能性も示唆されたが、最終的に HH 天体は近くにある若い星から放出された物質で、それが超音速で星間物質と衝突し、その衝撃波によって可視光が放射されていると理解されるようになった 。
1980年代初めになると、HH 天体のほとんど全てにジェット状の構造が存在することが観測によって初めて明らかになった。このことから、親星から放出されて HH 天体を形成している物質は非常に強く収束している（非常に細いジェットに絞られている）ことが分かった。一般に恒星が誕生した直後の数十万年は恒星の周囲に降着円盤が存在することが多い。降着円盤は恒星に向かって周囲のガスが落ち込むことによって作られるが、この円盤の内側の部分は高速で自転しているため、部分的に電離したプラズマの細いジェットが円盤の垂直方向に放出される。このようなジェットは polar jet と呼ばれる。このジェットが星間物質と衝突すると明るい輝線を放射する小さな領域が生じ、これがハービッグ・ハロー天体として観測される 。

## 物理的性質

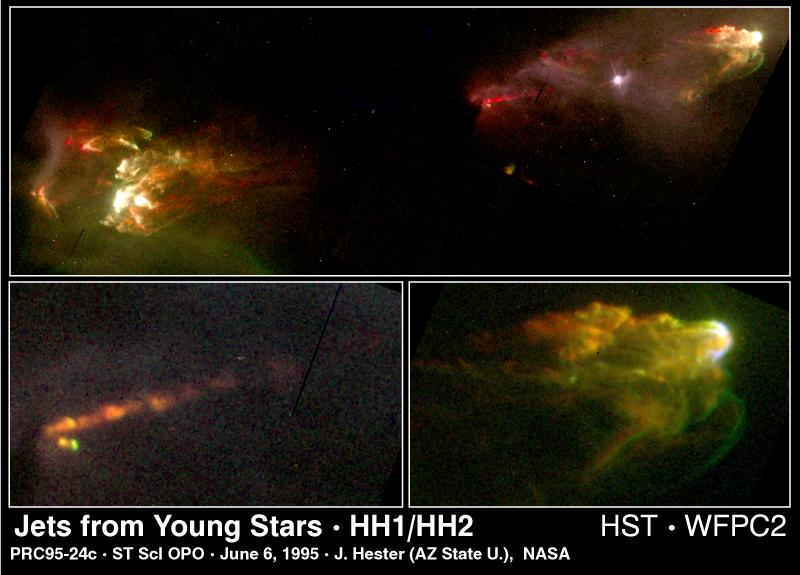
ハービッグ・ハロー天体 HH 1 と HH 2 は互いに約1光年離れて若い恒星をはさんだ反対位置に対称に存在している。中心の若い星は回転軸に沿って物質を放出している。

ハービッグ・ハロー天体の光は親星から放出された物質が星間物質と衝突して生じる衝撃波によって放射されているが、その運動は複雑である。HH 天体のドップラーシフトを分光観測から求めると数百km/sという速度を示すが、HH 天体のスペクトルに含まれる輝線は通常このような高速の衝突によって放射される光よりもずっと弱い。このことは、互いに衝突している物質の一部がより遅い速度でジェットの外側の方向にも運動していることを意味する可能性がある 。
典型的なハービッグ・ハロー天体が形成されている系での放出物質の総質量は地球質量の1～20倍と見積もられており、これは恒星自身の質量に比べると非常に少ない物質量である 。HH 天体で観測される温度は典型的には8,000～12,000Kで、HII領域や惑星状星雲など他の電離ガス星雲と同程度である。HH 天体の密度は非常に高く、1cm3 当たり数千～数万粒子に達する。これに対してHII領域や惑星状星雲の粒子数密度は一般に1,000個/cm3 以下である 。HH 天体の組成は大部分が水素とヘリウムで、質量比でそれぞれ約75%及び約25%を占める。残りの約1%未満が重元素で、この組成比は太陽近傍の若い恒星の組成とほぼ同じである。
親星の近くでは HH 天体のガスの20～30%が電離しているが、この割合は親星からの距離が遠くなるにつれて少なくなる。このことは、親星から放出された物質は polar jet の中では電離していて、星から離れるにつれて、星間物質との衝突によって電離が進むよりは次第に再結合していく傾向の方が強いことを示唆している。しかしジェットの末端で生じる衝撃波によって物質の一部は再電離され、ジェットの先端部分に明るい「帽子」状の構造を作る。

## 数と分布
2006年現在、400個以上のハービッグ・ハロー天体または天体群が知られている。HH 天体は星形成が起きているHII領域に数多く存在し、しばしば大きな集団となって存在する。HH 天体は典型的にはボック・グロビュール（非常に若い星を含んでいる暗黒星雲）のそばで見つかり、しばしばグロビュール内部からの物質放出によって作られている。また、エネルギー源となる一つの恒星のそばに複数の HH 天体が見られたり、親星の自転軸の延長線上に沿って HH 天体がひも状に分布している場合もある。
発見される HH 天体の数はここ数年で急速に増加しているが、それでも我々の銀河系に存在する HH 天体の総数に比べると観測されている割合はごくわずかであると考えられている。研究者の推定では、銀河系全体には約15万個の HH 天体が存在すると見積もられており 、その大多数は我々から遠すぎて現在の観測技術では観測できないと考えられている。ほとんどの HH 天体は親星から0.5パーセク以内に位置しており、1pc 以上離れて存在する例はごくわずかである。しかし中には親星から数パーセク離れている例もあり、これらは親星周辺の星間物質の密度があまり高くなく、放出物質が拡散することなく遠距離まで達することができた例だと考えられる。

## 固有運動と変光
ハービッグ・ハロー天体の分光観測を行なうと、HH 天体は親星から100～1000km/sの速度で遠ざかっていることが分かる。近年、ハッブル宇宙望遠鏡を用いた高解像度観測を数年間隔で行なうことで、多くの HH 天体の固有運動が明らかになっている。またこれらの観測を元に、膨張視差 (expansion parallax) の手法を用いることでいくつかの HH 天体までの距離の測定にも成功している。
親星から離れるにつれてHH 天体は大きく変化し、数年の時間尺度で明るさを変える。天体の中に見られる「こぶ」状の領域のうち、あるものは明るくなり、あるものは暗くなり、あるいは完全に見えなくなるものもある。また一方で新たなこぶが姿を現すこともある。このような変化は星間物質との相互作用だけでなく、HH 天体内部で異なる速度で運動するジェット同士の相互作用によっても生じる。
親星からのジェットの放出は持続的な流れというよりもむしろ間欠的に起こることが多い。このような物質放出のパルスによって同じ方向に異なる速度で運動するジェットが作られることがあり、これら速度が異なるジェット間の相互作用によっていわゆる "working surface" と呼ばれる構造が作られる。この面ではガス流の衝突によって衝撃波面が形成されている。

## 放出源の恒星

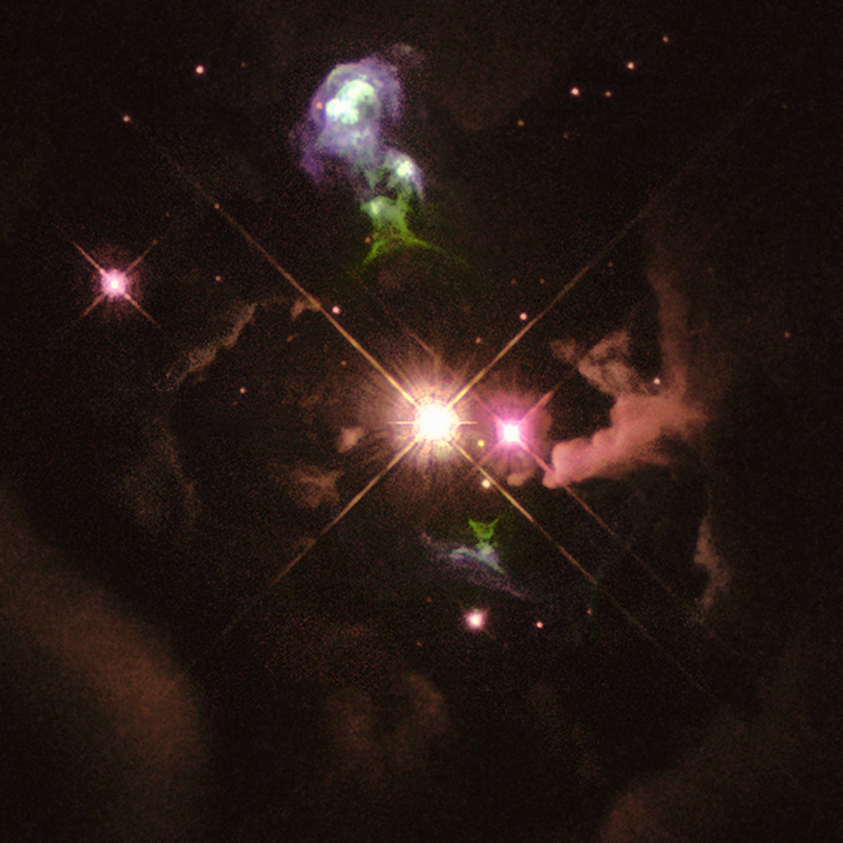
最も明るいハービッグ・ハロー天体の一つ、HH32

ハービッグ・ハロー天体を生み出す恒星は全て非常に若い星である。最も若いものではガス円盤から誕生したばかりの原始星の段階にあるものもある。研究者はこれらの親星を、赤外線放射の強度によって 0,I,II,III の各クラスに分類している 。赤外線を多く放射している星は、星の周囲に放射を冷却する物質がより多く取り巻いていることを示唆しており、従ってまだ星に向かって物質が集積している段階にあることを示す。クラス 0 という分類が存在するのは、クラスI,II,III の定義を定めた後でさらに若いクラス 0 の星が発見されたためである。
クラス 0 の天体は年齢がわずか数千年で、まだ中心部で核融合反応が始まっていない。その代わりに星の物質が中心に向かって収縮する際に放出される重力ポテンシャルエネルギーのみによって輝いている 。クラス I 天体は中心核で核融合反応は始まっているが、ガスや塵が星周円盤から星に向かってまだ降着している段階の星である。この段階の星は一般に濃い塵とガスの雲にまだ囲まれており、星から放射される光を全て隠しているため、赤外線や電波の波長でしか観測できない。クラス II 天体ではガスや塵の降着はほぼ終了しているが、まだ星周円盤に取り囲まれている。クラス III 天体は降着円盤の痕跡のみが残っているものである。
最近の研究では、ハービッグ・ハロー天体の親星の約80%が連星もしくは多重連星であることが分かっている。この割合は主系列にある低質量星が連星である割合に比べると非常に高い。このことは、連星系が HH 天体の元となるようなジェットを生み出しやすいことを示している可能性がある。また、多重連星系が分解する際に最も大きな物質放出が起こることを示唆する証拠も見つかっている。しかし現在では、ほとんどの恒星は多重連星系として誕生するものの、大部分の星は主系列に達する前に近くの星や高密度のガス雲との重力相互作用によって分解されるために HH 天体の親星は連星の割合が大きいのだと考えられている 。